# وایرگارد
وایرگارد (انگلیسی: WireGuard) یک نرم‌افزار آزاد و متن‌باز و نرم‌افزاری کاربردی و یک پروتکل ارتباطی است که از شیوه شبکه خصوصی مجازی برای ایجاد ارتباط  نقطه‌به‌نقطه در مسیریابی (شبکه) استفاده می‌کند. این برنامه به عنوان یک ماژول در هسته لینوکس اجرا می‌شود که هدف آن بهبود عملکرد نسبت به اوپن وی‌پی‌ان و آی‌پی‌سک در پروتکل تونل‌زنی است.
وایرگارد توسط جیسون ای. دوننفلد تحت نسخه دوم پروانه عمومی همگانی گنو منتشر شد.

## امکانات
وایرگارد با هدف ایجاد یک وی‌پی‌ان کارآمد و در عین حال ساده، ارائه شد. طبق بررسی‌های وبگاه ارز تکنیکا، فناوری‌های محبوب وی‌پی‌ان مانند اوپن وی‌پی‌ان و آی‌پی‌سک، اغلب پیکربندی پیچیده‌ای دارند، به آسانی اتصال آن‌ها قطع می‌شود و به مدت زمان طولانی برای اتصال نیاز دارند، معمولاً از رمزنگاری‌های منسوخ شده استفاده می‌کنند و با توجه به اینکه دارای تعداد خط کد گسترده (۴۰۰۰۰۰ تا ۶۰۰۰۰۰ خط) هستند، باعث می‌شود که عیب‌یابی آن‌ها مشکل‌تر شود.
وایرگارد با طراحی ساختاری متفاوت به دنبال حل مشکلات ذکر شده‌است و اتصال را به‌طور پیش فرض امن و سریع فراهم می‌کند.
وایرگارد با استفاده از بسته‌های مختلف رمزنگاری، بر روی رمزنگاری‌هایی تمرکز می‌کند که به نظر می‌رسد جز ایمن ترین‌ها هستند و همچنین، با استفاده از پایگاه خط کد کمتری نسبت به اوپن‌وی‌پی‌ان و آی‌پی‌سک (حدود ۴۰۰۰ خط کد) حسابرسی امنیتی را راحت تر می‌کند.

## پروتکل
وایرگارد از «Curve25519» برای تبادل کلید، از «ChaCha20» برای رمزگذاری، «Poly1305» برای احراز هویت پیام، «SipHash» برای رمزنگاری کلیدها و از «BLAKE» برای تابع درهم‌ساز رمزنگارانه استفاده می‌کند. همچنین از  لایه ۳ برای
آی‌پی نسخه ۴ و آی‌پی نسخه ۶ پشتیبانی می‌کند.
در مه سال ۲۰۱۹، محققان «INRIA» بررسی ماشینی ای که توسط پروتکل و با استفاده از دستیابی ضد «CryptoVerif» تهیه شده‌است را، منتشر کردند.

## سازگاری
مولواد، «AzireVPN»«IVPN»
اولین شبکه خصوصی مجازی‌هایی هستند که با وایرگارد سازگاری و پذیرش پیدا کردند. همچنین وایرگارد کمک‌های مالی متعددی از طرف مولواد، «Privet internet Access» و بنیاد «NLnet» دریافت کرده‌است.
از ژوئن سال ۲۰۱۸، توسعه دهندگان وایرگارد توصیه می‌کنند که پروتکل و کدهای آن را به‌طور آزمایشی استفاده کنید و همچنین، در استفاده از آن‌ها احتیاط کنید زیرا هنوز به انتشار نسخه پایدار مطابق با ردیابی CVE نرسیده‌اند.

## مقبولیت
ران وایدن سناتور ایالت اورگن آمریکا، به مؤسسه ملی فناوری و استانداردها توصیه کرده‌است که از وایرگارد به عنوان جایگزینی برای فناوری‌های موجود مانند اوپن وی‌پی‌ان و آی‌پی‌سک استفاده کنند.

## پیاده‌سازی‌ها
اجرای پروتکل وایرگارد شامل موارد می‌شود:
- پیاده‌سازی اولیه دونفلد، که با سی (زبان برنامه‌نویسی) و گو (زبان برنامه‌نویسی) نوشته شده‌است.[۱۴]
- فضای کاربری ای به نام «BoringTun»، که توسط کلودفلر با راست (زبان برنامه‌نویسی) پیاده‌سازی شده‌است.[۱۵][۱۶]